# Vartofta härads domsaga
Vartofta härads domsaga var en domsaga i Skaraborgs län, bildad 1781 och upplöst 1807. Före och efter denna tid var området en del av Vartofta, Frökinds, Laske och Barne häraders domsaga.
Domsagan lydde under Göta hovrätt.

## Tingslag
- Dimbo tingslag
- Leaby tingslag
- Slättängs tingslag

## Häradshövding
- 1781–1807 Henning Adolph von Strokirch